# Eva Viehoff

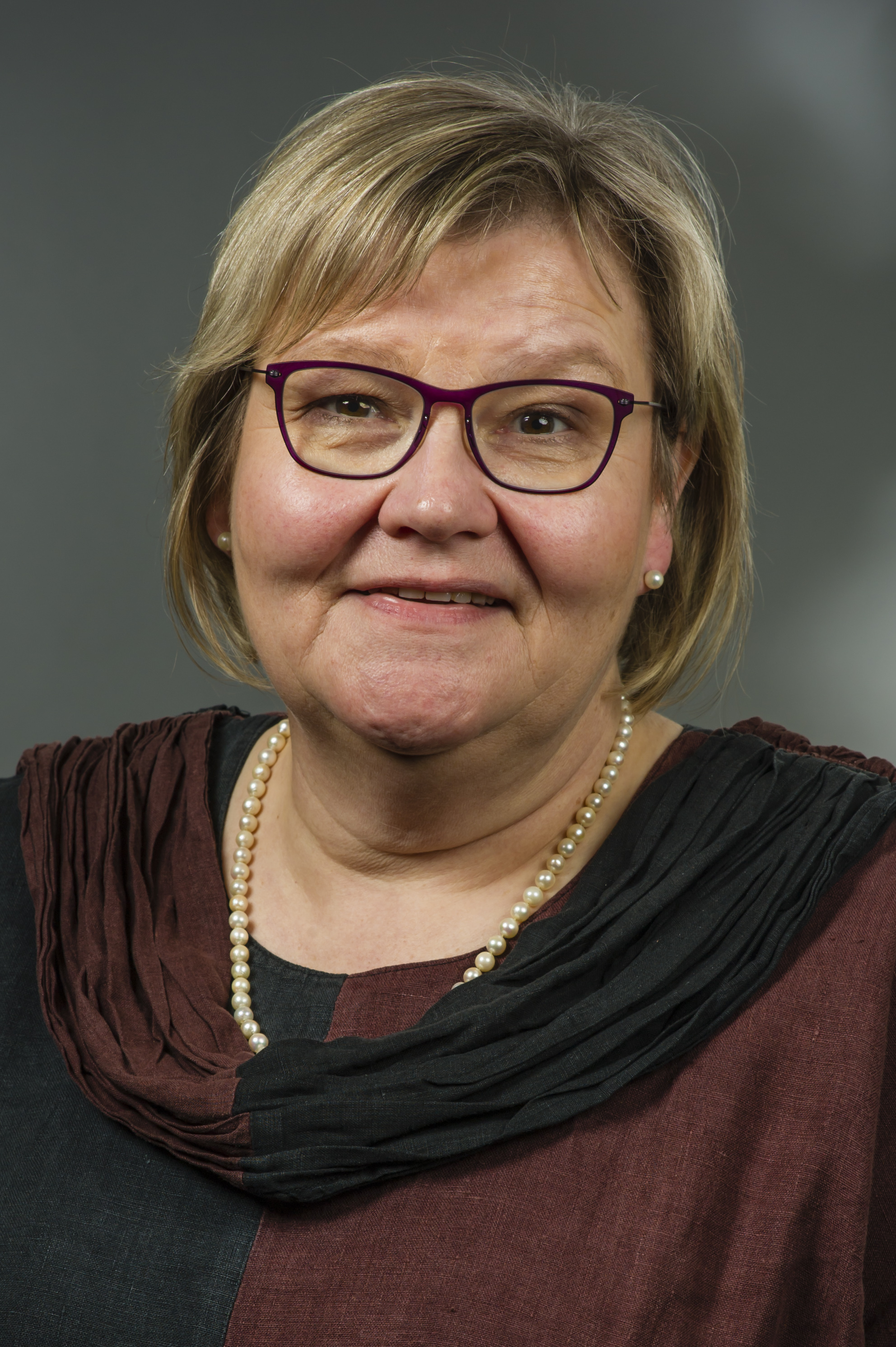
Eva Viehoff

Eva Viehoff (* 1958 in Salzgitter-Lebenstedt) ist eine deutsche Politikerin der Partei Bündnis 90/Die Grünen. Sie ist seit November 2017 Mitglied des Niedersächsischen Landtages.

## Leben
Viehoff studierte erfolgreich Agrarwissenschaften an der Christian-Albrechts-Universität Kiel. Von 1995 bis 2008 war sie am Alfred-Wegener-Institut Helmholtz-Zentrum für Polar- und Meeresforschung erst im Fachbereich Geosystem und ab 2000 als Frauenbeauftragte beschäftigt. Anschließend arbeitete sie bis zu ihrem Einzug in den Landtag für den Verein Kompetenzzentrum Technik-Diversity-Chancengleichheit in Bielefeld.
Viehoff ist seit 1996 Mitglied des Rates der Gemeinde Loxstedt und dort seit 2006 mit Unterbrechungen stellvertretende Bürgermeisterin. Sie ist seit 2006 Kreistagsabgeordnete im Landkreis Cuxhaven und dort seit 2016 Vorsitzende der bündnisgrünen Kreistagsfraktion.
Viehoff gelang am 15. Oktober 2017 der Einzug als Abgeordnete in den Landtag Niedersachsen für Bündnis 90/Die Grünen. Bei der Landtagswahl 2022 zog sie erneut über die Landesliste der Grünen in den Landtag ein.
Viehoff ist verwitwet und hat drei erwachsene Kinder.